# Heterokumuleny
Heterokumuleny jsou molekuly a ionty obsahující řetězce tří nebo více dvojných vazeb mezi po sobě jdoucími atomy, ze kterých je alespoň jeden heteroatom. Jsou obdobou kumulenů, kde jsou všechny atomy v řetězci dvojných vazeb uhlíky. Někteří autoři mezi ně řadí i sloučeniny obsahující dvě po sobě jdoucí dvojné vazby, které se nazývají heteroalleny.
V důsledku vlivu pravidla dvojné vazby jsou málokteré heterokumuleny izolovatelné, protože často vytváří polymery. Mnohé heterokumuleny se vyskytují jako zředěné plyny v mezihvězdném prostředí. Heterokumuleny s delšími řetězci bývají nestabilní a velmi reaktivní. Molekulární mračna jsou velmi řídká a heterokumuleny  nich tak mohou existovat dostatečně dlouho, aby byly zachyceny. K nejjednodušším heterokumulenům patří i běžné sloučeniny, jako jsou oxid uhličitý, sulfid uhličitý, selenid uhličitý a kyanatanový a thiokyanatanový anion. Pod heterokumuleny lze zařadit i sloučeniny propojující dvojnými vazbami atomy více různých prvků, na které jsou napojeny i jiné skupiny; sem patří například keteny, diimid siřičitý, sulfin, a dicyklohexylkarbodiimid.
Některé heterokumuleny lze použít jako ligandy v komplexech kovů.

## Reakce
Některé heterokumuleny, například CCCB, CCCAl, CCCSi, CCCN a CCCP, se mohou cyklizovat.

Dalšími čtyřatomovými heterokumuleny jsou CCBO, monooxid triuhlíku (CCCO), a monosulfid triuhlíku (CCCS).
Čtyřatomové heterokumuleny mohou po cyklizaci zaujmout dvě různé formy. V kosočtvercové je obsažen trojúhelník tvořený atomy uhlíku, na který je navázán heteroatom. Ve „větrákové“ formě je heteroatom vázán na tři uhlíky vytvářející strukturu ve tvaru větráku. CCCSi has může kromě těchto dvou mít i izomer; kosočtvercový byl nalezen v okolí uhlíkové hvězdy IRC+10216 (CW Leonis).
CCCCO se cyklizuje na tříčlenný kruh. CCCCN prochází přeměnou na isonitril.

## Molekuly
K pětiatomovým heterokumulenům patří mimo jiné sloučeniny CCBCC, CCCCB, CCOCC, CCCCSi, CNCCO, HCCCO, HCCCS, a NCCCN.
CCCCSi má lineární molekulu.
CCCCBO, OCCCCN a HCNCNH mají šestiatomové molekuly.
K sedmiatomovým heterokumulenům patří NCCCCCN a HCCBCCH.
Je znám i heterokumulen s devíti atomy v molekule a vzorcem HCCCCCCCH.
Thiokumuleny obsahují atom síry, zástupci této skupiny jsou například monosulfid diuhlíku, CCS, a monosulfid triuhlíku, CCCS, které byly nalezeny v molekulárních mračnech.
Laserovou ablací lze vytvořit řetězce SCnS, kde n dosahuje až 27.

### Tabulka molekul
V následující tabulce jsou shrnuty známé heterokumuleny. Jejich molekuly jsou většinou přímé, ale v některých případech vznikají i ohnuté nebo cyklické struktury.
|            | s jedním druhem heteroatomu |             |                |              |             |          |          |          |          |
| heteroatom | 1 uhlík                     | 2 uhlíky    | 3 uhlíky       | 4 uhlíky     | 5 uhlíků    | 6 uhlíků | 7 uhlíků | 8 uhlíků | 9 uhlíků |
| B          |                             | CCB         |                | CCBCC, CCCCB |             |          |          |          |          |
| N          |                             | CCN NCCN    | CCCN NCCCN     | CCCCN NCCCCN | NCCCCCN C5N |          |          |          |          |
| O          | OCO                         | CCO         | CCCO OCCCO     | C4O C4O2     | OC5O        | C6O      |          | C8O      |          |
| Si         |                             | CCSi ohnutý | CCCSi cyklický | CCCCSi       |             | C6Si     |          |          |          |
| P          |                             | CCP         |                |              |             |          |          |          |          |
| S          | SCS                         | CCS SCCS    | CCCS SCCCS     | C4S SCCCCS   | C5S SC5S    | C6S      | SC7S     | SC9S     |          |
| Cl         |                             | CCCl        | CCCCl (ohnutý) |              |             |          |          |          |          |
| Se         | CSe2                        |             | SeCCCSe        |              |             |          |          |          |          |
| Ir         |                             |             | IrC3–          |              |             |          |          |          |          |
| Pt         |                             |             | PtC3           |              |             |          |          |          |          |
| Au         |                             |             | AuC3+          |              |             |          |          |          |          |

S dvěma různými heteroatomy
| atom 1 | H                                     | N                        | O         | S         |
| ------ | ------------------------------------- | ------------------------ | --------- | --------- |
| N      | HCN HCCCN HCnN n=5,7,9,11 HCNCC HCCNC |                          | -OCN -NCO | -SNC -NCS |
| S      | HC2-8S (HCS ohnutý)                   | NCS (NCCS ohnutý) NC3-7S | OCS       |           |
| Se     |                                       | -SeCN                    |           |           |